# Galtzagorri
Galtzagorri ou Prakagorri signifie littéralement « celui aux pantalons rouges » est le diable, un démon de la mythologie basque au Guipuscoa, au labourd et en Basse-Navarre,. 
C'est l'un des noms par lesquels on désigne les génies familiers comme les Mamarro.
Ils aident les humains dans leurs tâches importantes. Ils portent des pantalons rouges et se cachent dans le peigne. Le propriétaire de la maison commence à tourner en demandant dans un cri.  "Eta orain zer? Eta orain zer?" ("Et maintenant quoi? Et maintenant quoi?") Et en un instant, ils suivent les ordres de leur maitre, bien qu'ils soient des plus terribles.

## Étymologie
Galtzagorri signifie « pantalon rouge » en basque, sous-entendu « celui qui porte ». Il est la contraction des mots galtza ou  praka (« pantalon ») et gorri (« rouge »).
En basque, Prakagorri a d'autres significations telles que miquelet ou les membres de la milice forale du Guipuscoa avant la guerre d'Espagne.